# Eugenio Marchiò
Eugenio Marchiò   (Reggio de l’Emília, 1821 - Parma, març 1891) fou un compositor italià.
Alumne de Germano Liberati Tagliaferriés autor de la música per a l'opera La statua di carne de Teobaldo Cicconi i de l'òpera Amore e vendetta,representades a Reggio de l'Emília el 1869 i 1875, respectivament.